# 地球写真家
地球写真家（ちきゅうしゃしんか）は、写真や映像（動画像）を環境保全や平和のための啓発手段として主体的に用い活動している写真家、映像作家。
撮影に対する姿勢や、小学校への出前授業等による活動を通じて肩書きとして自称するとされている。

## 概説
2007年に写真家の石井友規がバイオディーゼルを使った全国の児童福祉施設への慰問と環境出前授業を実施する際に呼称したことから始まる。また一般向けのドキュメンタリー映画上映会においても同様の目的で使用されることがある。
2020年に商標登録されているが、趣旨に反しない限り使用の制限があるものではない。